# Amtsgericht Buttstädt
Das Amtsgericht Buttstädt (bis 1879 Justizamt Buttstädt) war ein von 1850 bis 1952 bestehendes Gericht der ordentlichen Gerichtsbarkeit mit Sitz in der thüringischen Stadt Buttstädt.

## Geschichte
In der Folge der Revolution von 1848 kam es auch im Großherzogtum Sachsen-Weimar-Eisenach zu einer Reform des Staatsaufbaus. Justiz und Verwaltung wurden getrennt und die Patrimonialgerichte aufgehoben. So wurde für den Bezirk des bisherigen Amtes Buttstädt das ausschließlich für die Rechtsprechung zuständige Justizamt Buttstädt geschaffen, dessen Bezirk folglich die damaligen Gemeinden Buttelstedt, Buttstädt, Ellersleben, Eßleben,  Großbrembach, Großneuhausen, Guthmannshausen, Hardisleben, Kleinneuhausen, Leutenthal, Mannstedt, Nermsdorf, Niederreißen, Nirmsdorf, Oberreißen, Olbersleben, Rastenberg, Rohrbach, Rudersdorf, Teutleben und Willerstedt beinhaltete. Während der ehemalige Buttstädter Amtsort Orlishausen dem Justizamt Großrudestedt angegliedert wurde, kamen zum Justizamt Buttstädt aus dem Amt Weimar die Orte Haindorf, Krautheim und Weiden und aus dem Amt Roßla die Orte Gebstedt (mit Schwabsdorf), Ködderitzsch und Pfiffelbach hinzu.
Mit Inkrafttreten des Gerichtsverfassungsgesetzes am 1. Oktober 1879 wurde das bisherige Justizamt zum Amtsgericht Buttstädt, nächsthöhere Instanz war das gleichzeitig errichtete Landgericht Weimar. Der Bezirk des Buttstädter Gerichtes blieb unverändert. Von 1879 bis 1883 war Johannes Hunnius als Richter tätig.
Nachdem 1920 Sachsen-Weimar-Eisenach im Land Thüringen aufgegangen war, erweiterte die am 1. Oktober 1923 durchgeführte Justizreform den Amtsgerichtsbezirk Buttstädt um die davor zum Amtsgericht Großrudestedt gehörenden Orte Kleinbrembach und Vogelsberg.
Seit 1. September 1949 war in Folge der Auflösung des Landgerichtes Weimar das Landgericht Erfurt die übergeordnete Instanz. Am 1. Januar 1952  wurden das Amtsgericht Buttstädt aufgehoben und dessen Bezirk dem Amtsgericht Weimar zugelegt.